# IBM Lotus SmartSuite
IBM Lotus SmartSuite è un software di produttività personale prodotto dal gruppo di sviluppatori IBM e Lotus Software.
IBM ha acquistato Lotus nel 1995 e la prima versione fu per il sistema operativo IBM OS/2.

## Applicazioni
Ecco il contenuto della SmartSuite per Microsoft Windows:
- Lotus Word Pro — programma di videoscrittura (nome originale Ami Pro) con estensione: .lwp, .html-wp
- Lotus 1-2-3 — foglio elettronico con estensione: .123, .wk1, .wk3, .wk4
- Lotus Freelance Graphics — software per presentazioni con estensione: .prz
- Lotus Approach — database (data entry e reports) con estensione: .apr, .dbf
- Lotus Organizer — agenda (versione massima inclusa la 5.04) con estensione: .org, .or2, .or3, .or4.or5,
- Lotus SmartCenter — una barra degli strumenti che velocizza l'accesso ai programmi, al calendario, ai segnalibri su Internet ed altre risorse
- Lotus FastSite — progettazione web con estensione: .htm
- Lotus ScreenCam — software che registra l'attività dello schermo per presentazioni e demo; estensione .scm .exe .wav

Molti programmi della Lotus SmartSuite possono interagire (lettura/scrittura) con file creati con Microsoft Office, solo in versione 97/2003, non compatibile con il nuovo formato di Office 2007 e successivi.
La suite Microsoft, invece, non legge la maggior parte dei tipi di file di smartsuite, solo i formati più diffusi della suite Lotus (ad esempio l'estensione .htm divenuta lo standard per le pagine web).
SmartSuite supporta, dalla versione 9.8.1 e poi migliorata con degli aggiornamenti successivi , Windows 2000 e Windows XP; la suite non è ufficialmente supportata da IBM per Windows Vista (e non intende produrre versioni specifiche), ma funziona sia su Windows Vista che Windows 7 con piccoli problemi dovuti a Windows Aero, su tutte le versioni successive non è supportata ma funziona perfettamente (funziona meglio su Windows 8, Windows 8.1, Windows 10 e Windows 11 in quanto non usano Windows Aero) sia sulle versioni a 32 bit e a 64 bit. Prima di installare la SmartSuite, fare una copia di backup della cartella Fonts presente su C:\windows. Eseguire come amministratore il file setup.exe (la suite deve essere installata da CD non superiore a 800 mb oppure da chiavetta usb con una partizione sempre da 800 mb). Una volta terminata l'installazione, non riavviare e sostituire tutti i caratteri (Fonts) presenti nella cartella Fonts presente su c:\windows\fonts con quelli di cui avete fatto la copia. Attenzione: una volta installati i programmi, non avviare i programmi con la modalità XP compatibile e neanche come amministratore.
Nel 2007 IBM ha lanciato una nuova suite per l'ufficio: Lotus Symphony, i cui sorgenti sono poi confluiti nel pacchetto opensource Apache OpenOffice.

## Compatibilità
Ufficialmente supportati: Windows 95, 
Windows 98 / 98se, 
Windows ME, 
Windows NT 4.0, 
Windows 2000, 
Windows XP.
Non ufficialmente supportati ma pienamente compatibili: Windows Vista, Windows 7, 
Windows 8, 
Windows 8.1, 
Windows 10, 
Windows 11.

## Cronologia

### Microsoft Windows
- 1994 — 2.1 (Ami Pro 3.0, 1-2-3 4.0, Freelance Graphics 2.0, Approach 2.0 e Organizer 1.1)
- SmartSuite 3.1 (Windows 3.11) — (Lotus 1-2-3 vers. 5, Approach 3.0, Ami Pro 3.1, Freelance Graphics 2.1, Organizer 2.1, ScreenCam 1.1).
- 1996 — SmartSuite 97 — Windows 95 e Windows NT 4.0 (1-2-3 97, Word Pro 97, Approach 97, Freelance Graphics 97, Organizer 97, ScreenCam 4.0 e SmartCenter)
- 1999 — SmartSuite Millennium Edition (9.5) — (Organizer 5.0, Fastsite release 2, WordPro Millennium Edition, 1-2-3 Millennium Edition, Freelance Graphics Millennium Edition, Approach Millennium Edition, SmartCenter e ScreenCam).
- ottobre 2002: SmartSuite Millennium Edition (9.8) — (Organizer 5.4, Fastsite release 2, WordPro Millennium Edition, 1-2-3 Millennium Edition, Freelance Graphics Millennium Edition, Approach Millennium Edition, SmartCenter e ScreenCam).
- 2003 uscita della versione 9.8.1
- ottobre 2004: è uscita l'ultima versione la 9.8.2
- dal 2005 al 2008: Sono uscite varie patch, il Fixpack 3 pubblicato nell'ottobre 2005, il Fixpack 4 nell'ottobre 2006, il Fixpack 5 nel 2007 e l'ultimo è il Fixpack 6 nel 2008. L'ultima versione è la 9.8.6.1.